# Paul Koebe
Paul Koebe (Luckenwalde,15 de febrero de 1882-Leipzig, 6 de agosto de 1945) fue un matemático alemán especializado en análisis complejo. Su trabajo se centró principalmente en la uniformización en superficies de Riemann. Publicó sus trabajos sobre este tema en una serie de artículos escritos en el periodo 1907-1909. Son también destacables sus contribuciones a cuestiones básicas del análisis complejo, los llamados teoremas de distorsión de Koebe. El carácter óptimo de estos teoremas se demuestra con la llamada función de Koebe.
Realizó la tesis doctoral en Berlín con el profesor Hermann Schwarz. Fue profesor especial en Leipzig desde 1910 hasta 1914. El resto de los años trabajó en la Universidad de Jena.  